# TiERA
TiERA — один из интернет-провайдеров Санкт-Петербурга, образованный путём объединения двух операторов доступа в Интернет – Sonix и Spbline.
В июле 2007 после поглощения домашней сети MIG Telecom число абонентов достигло 9 тыс. Летом 2008 компания поглотила оператора «Питер онлайн».
В феврале TiERA и известный торрент-трекер Torrents.ru объявили о создании ретрекера в точке обмена трафиком операторов домашних сетей. Таким образом провайдеры оптимизировали обмен данных между своими абонентами.

## Деятельность
- Высокоскоростной доступ в Интернет по технологии Ethernet.

## Основные сервисы
- Ретрекер
- Бесплатный антивирус
- Интернет-радио
- Фотопортал
- Хаб DC++
- Чат IRC
- Яндекс.Локальная сеть (участник программы)
- Торрент-трекер
- Почтовый сервер
- Форум
- Электронные библиотеки
- Jabber
- Игровые сервера
- Пиринг с дружественными сетями Петербурга: Город Онлайн, Silvernet, ГТК, WestCall, Ниеншанц-хоум (Эт Хоум), Winlink, SkyNet, PIN-Telecom,                                   Luxtelecom,  eTelecom и др.
- Файлообменный сервер